# Cima Brenta
Cima Brenta – szczyt w Dolomiti di Brenta, części Alp Wschodnich. Leży w północnych Włoszech w regionie Trydent-Górna Adyga. Jest to drugi pod względem wysokości szczyt Dolomiti di Brenta. Najbardziej imponującą ścianą tego szczytu jest wschodnia, opadająca ok. 1000 m do doliny Val Perse. 
Szczyt wraz z większością łańcucha leży na terenie parku narodowego – Parco Naturale Adamello Brenta.
Pierwszego wejścia w sierpniu 1871 r. dokonali Douglas William Freshfield, Francis Fox Tuckett i Henri Dévouassoud. 

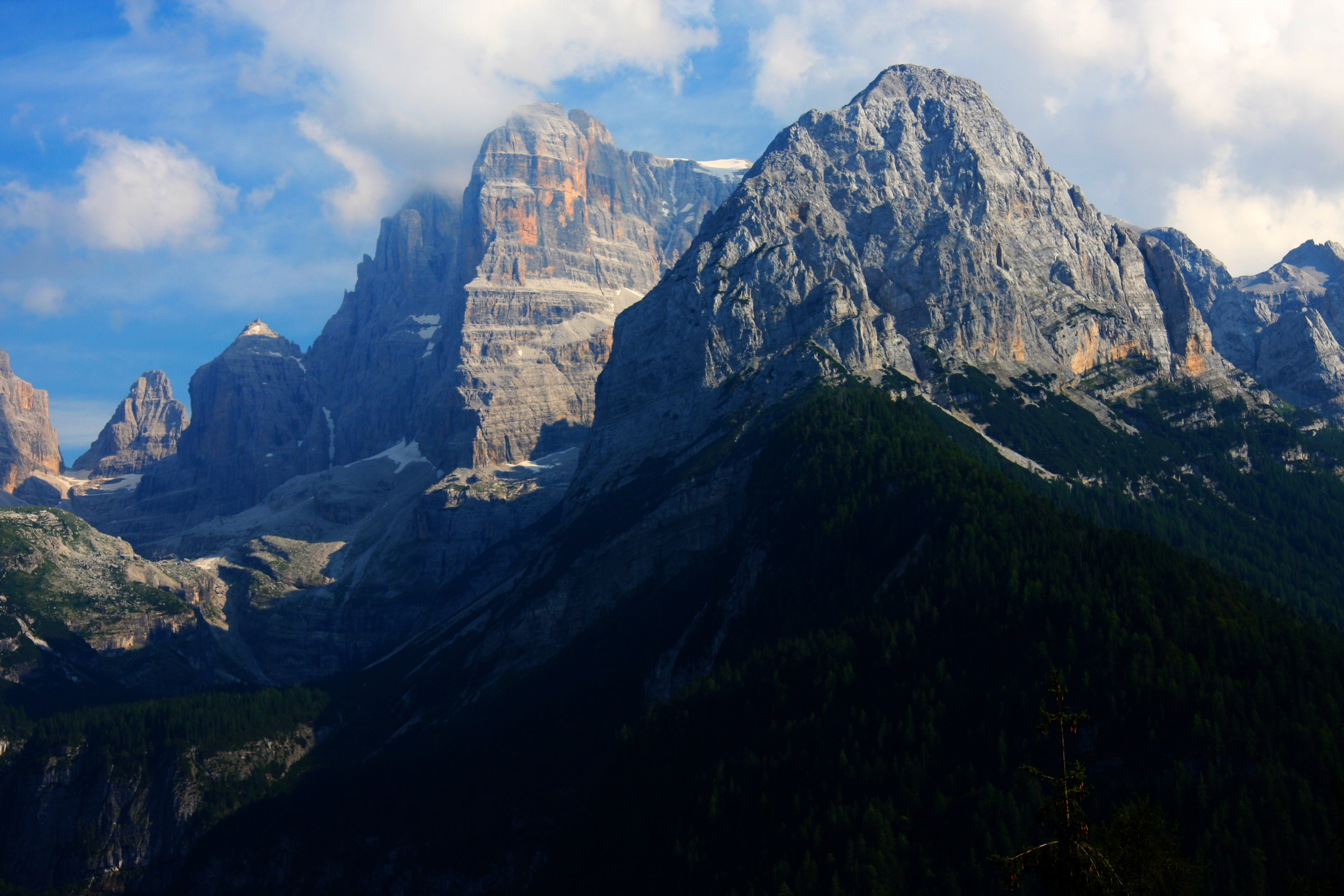
Widok na szczyt Cima Brenta z doliny Val Rendena

Na szczyt Cima Brenta prowadzi około 20 dróg wspinaczkowych o różnym stopniu trudności. Najłatwiejsza trasa wspinaczkowa, wiedzie od strony północnej szczytu i rozpoczyna się od schroniska Tuckett (Rifugio Tuckett, 2272 m n.p.m.) położonego w górnej części doliny Vallesinella, do którego dochodzi się z kurortu Madonna di Campiglio lub z przełęczy Passo del Grosté.